# Mimononyma flavovariegata
Mimononyma flavovariegata là một loài bọ cánh cứng trong họ Cerambycidae.